# Bathyaulax suvie
Bathyaulax suvie är en stekelart som beskrevs av Kaartinen och Donald L.J. Quicke 2007. Bathyaulax suvie ingår i släktet Bathyaulax och familjen bracksteklar. Inga underarter finns listade.